# Ergasztikus anyag
Az ergasztikus anyagok a sejtekben található nem protoplazmatikus anyagok. A sejt élő protoplazmáját néha bioplazmának hívják, és különbözik a sejt ergasztikus anyagaitól. Ez utóbbiak általában szerves vagy szervetlen anyagok, amelyek az anyagcsere termékei, és tartalmazzák a kristályokat, az olajcseppeket, az ínyeket, a tanninokat, a gyantákat és más vegyületeket, amelyek segíthetik a szervezetet a védekezésben, a sejtek szerkezetének fenntartásában vagy csak az anyag tárolásában. Ergasztikus anyagok jelenhetnek meg a protoplazmában, a vakuolákban vagy a sejtfalban.

## Fordítás
Ez a szócikk részben vagy egészben  az   Ergastic substance című angol Wikipédia-szócikk ezen változatának fordításán alapul.  Az eredeti cikk szerkesztőit annak laptörténete sorolja fel. Ez a jelzés csupán a megfogalmazás eredetét és a szerzői jogokat jelzi, nem szolgál a cikkben szereplő információk forrásmegjelöléseként.